# Алагёлляр (гора)
Алагёлляр (Аллагеллар; азерб. Alagöllər) или Астцо чампа (арм. Աստծո ճամփա) — горная вершина на северном склоне Севанского (Шахдагского) хребта в Малом Кавказе. Расположена на границе Азербайджана и Армении. Высота — 2972 м.
Склоны горы Алагёлляр покрыты альпийскими и субальпийскими лугами.